# Oskar Gagel
Oskar Gagel (* 4. Juli 1899 in Nürnberg; † 15. September 1978 ebenda) war ein deutscher Neurologe und Hochschullehrer.

## Leben
Gagel absolvierte ein Medizinstudium an den Universitäten Erlangen und München und wurde 1925 in Erlangen zum Dr. med. promoviert. Er wurde als Assistent bei der Deutschen Forschungsanstalt für Psychiatrie in München unter Walther Spielmeyer tätig, anschließend am Kaiser-Wilhelm-Institut für Hirnforschung bei Hugo Spatz und schließlich bei Ludwig Robert Müller an der Universität Erlangen. 1929 wurde er als Schüler Otfrid Foersters an der neurologischen Abteilung des städtischen Krankenhauses und ab Mitte der 1930er Jahre als Abteilungsleiter am neurologischen Forschungsinstitut in Breslau tätig. Er habilitierte sich 1931 für Innere Medizin. Anschließend lehrte er an der Universität Breslau als Privatdozent beziehungsweise ab 1937 als außerordentlicher Professor. Er war seit 1937 mit Eva, geborene Burckhardt, verheiratet. Das Paar bekam zwei Kinder.
Am 12. Oktober 1939 beantragte Gagel die Aufnahme in die NSDAP und wurde zum 1. Februar 1940 aufgenommen (Mitgliedsnummer 7.480.206). Im März 1940 wechselte Gagel an die Universität Wien, wo er Direktor des neurologischen Instituts wurde und später auch die neurologische Abteilung der dortigen Poliklinik leitete. Er wurde 1942 zum ordentlichen Professor für Neurologie an der Universität Wien ernannt. In Wien erstellte er auch Gutachten für das Erbgesundheitsgericht und setzte sich mit Otto Pötzl 1944/45 für eine Professur Hans Berthas ein.
Nach Kriegsende wurde Gagel in Wien am 18. Mai 1945 beurlaubt und im August 1945 vom Hochschuldienst suspendiert. Er kehrte anschließend nach Nürnberg zurück. Später praktizierte er in seiner Heimatstadt als Facharzt für Innere und Nervenkrankheiten. Er wurde 1958 in Erlangen offiziell emeritiert.
Gagel forschte insbesondere zur Histologie und Pathologie des vegetativen Nervensystems und war Autor diverser Fachpublikationen.

## Schriften (Auswahl)
- Beitrag zur Anatomie der vegetativen Zentren im Halsmark, Erlangen, Med. Diss., 1925
- Die vegetativen Anteile des Rückenmarks, J. Springer, Berlin 1932 (zugleich Breslau, Med. Hab.-Schr.)
- Muskeln und periphere Nerven, J. Springer, Berlin 1935 (Handbuch der Neurologie : [B.] Spezielle Neurologie ; 1 = Bd. 9 – Bearbeiter)
- Einführung in die Neurologie [Elektronische Ressource]: Bau und Leistung des Nervensystems unter Normalen und Pathologischen Bedingungen, Springer Berlin Heidelberg 1949